# Oliver Wood (filmfotograf)
Oliver Wood, född 1942, död 2023, var en brittisk filmfotograf. Han jobbade mestadels med B-filmer under början av sin karriär, innan han slog igenom som fotograf på succéserien Miami Vice på 1980-talet.

## Filmografi (i urval)
- 1990 – Die Hard 2
- 1991 – Bill & Teds galna mardrömsresa
- 1997 – Face/Off
- 2002 – The Bourne Identity
- 2003 – Freaky Friday
- 2004 – The Bourne Supremacy
- 2006 – Talladega Nights: The Ballad of Ricky Bobby
- 2007 – The Bourne Ultimatum